# Giambattista Valli
Giambattista Valli é um estilista italiano. Ele é de Roma, Itália. Suas coleções, tanto prêt-à-porter quanto alta-costura, são apresentadas semestralmente durante a Semana de Moda de Paris.

## Antecedentes
Nascido e criado em Roma, Giambattista Valli completou seus estudos em um liceo (uma escola secundária italiana) e depois se formou em arte. Em 1987 iniciou um curso básico de ilustração na Central Saint Martins College of Art and Design em Londres.

## Carreira

### Início de carreira
Após passagens por Roberto Capucci (1986–1990), Fendi (1990–1995) e Krizia (1995–1996), Valli mudou-se para Paris e trabalhou como diretor criativo para Emanuel Ungaro de 1998 a 2004. Ungaro atribuiu a Valli a revitalização da casa e o nomeou seu sucessor quando se aposentou em 2004. Pouco depois, a família Ferragamo, proprietária de Ungaro, demitiu-o durante uma briga interna.

### Giambatista Valli
Valli lançou sua marca homônima em 2005, anunciando seu primeiro desfile de prêt-à-porter em Paris, onde se mudou da Itália para realizar seu sonho eterno de criar uma verdadeira “Maison”.
Giambattista Valli apresenta coleções de prêt-à-porter e alta-costura semestralmente em Paris. Ele é um dos poucos estilistas não franceses a receber a adesão à histórica Câmara Sindical de Alta-costura. Ele mostrou sua primeira coleção de alta costura em julho de 2011.
Também desde 2005, a marca trabalha com a MAC Cosmetics.
A marca é propriedade de Giambattista Valli, com participação minoritária do Groupe Artémis desde 2017. Sua sede fica em um prédio histórico localizado na Rue Boissy d'Anglas que também abriga sua loja principal – projetada por Luigi Scialanga –  inteiramente dedicada a coleções prêt-à-porter, marroquinaria e acessórios como sapatos, bolsas e bijuterias. A marca tem lojas próprias em Paris, Londres, Milão, Saint-Tropez, Doha, Seul e Pequim e é distribuída internacionalmente com mais de 245 pontos de venda.
Com o término de um contrato com a fabricante de peles italiana Ciwifurs para os casacos e jaquetas de pele da própria marca, Giambattista Valli trouxe toda a produção e distribuição internamente em 2017.
Em 2012, o prêt-à-porter, alta-costura e colaborações de Giambattista Valli geraram cerca de US$ 80 milhões em vendas anualmente.

## Outras marcas
Em 2014, Giambattista Valli lançou Giamba, uma nova linha de prêt-à-porter irmã mais nova, com desfile em Milão.
No final de 2014, Giambattista Valli projetou uma coleção de primavera para 7 for All Mankind.
De 2008 a 2017, Giambattista Valli foi diretor criativo da Moncler Gamme Rouge, construindo uma nova linguagem de roupas esportivas refinadas para a marca e expandindo os horizontes para o uso de jaquetas femininas.
Em 2017, Giambattista Valli lançou uma coleção de roupas esportivas, incluindo casacos, jaquetas puffer, moletons e agasalhos.
Em 2019, Giambattista Valli lançou uma coleção para homens e mulheres com a H&M, a primeira vez que ele se ramificou na moda masculina.

## Reconhecimento
Giambattista Valli recebeu o Star Honoree Award do Fashion Group International em 2011 em Nova York e o prêmio de Melhor Designer do Ano da Elle China em 2013 e da Marie Claire Espanha em 2015.

## Clientes
Os designs de Giambattista Valli foram usados por atrizes, modelos e membros da realeza, incluindo Sarah Jessica Parker, Sonam Kapoor, Hilary Swank, Demi Moore, Ariana Grande, Penélope Cruz, Jessica Biel, Reese Witherspoon, Naomi Campbell, Mary Kate Olsen, Doutzen Kroes, Iman, Rainha Rania da Jordânia, Sofia Carson Jelena Karleuša, Clotilde Courau, Amal Clooney, Rihanna, Kendall Jenner e Gwyneth Paltrow. Em 2019, ele desenhou o vestido de noiva de Charlotte Casiraghi.